# Sirte
Sirte (ook wel Syrte of Surt; Arabisch:سرت) is de hoofdplaats van het gelijknamige district in Libië. De gemeente had in 2003 een inwonertal van ruim 156.000 en ligt aan de Golf van Sidra.

## Geschiedenis
Sirte is ontstaan ten tijde van de Italiaanse koloniale overheersing van Libië nabij een fort dat in 1842 door de Turken was gebouwd. Sirte bleef een dorp totdat Moammar al-Qadhafi in 1969 in Libië aan de macht kwam. Hij liet enkele overheidsdiensten vanuit Tripoli verplaatsen naar Sirte en liet de stad uitbreiden.

### Recente geschiedenis
In de opstand in Libië in 2011 speelt de stad enerzijds een belangrijke strategische rol vanwege haar ligging aan de weg naar Tripoli vanuit Benghazi en anderzijds een belangrijke symbolische rol als geboortestad van kolonel Qadhafi. Na de verovering van Tripoli in augustus 2011 werd Sirte het belangrijkste bolwerk van het Qadhafi-regime.
Op 28 februari 2011 voerde een helikopter van de Nederlandse marine in Sirte een mislukte reddingsoperatie uit.
Na een wekenlange strijd werd de stad uiteindelijk op 20 oktober 2011 veroverd door de troepen van de Nationale Overgangsraad. Bij deze inname werd kolonel Qadhafi gevangengenomen en later gedood. Moreno Ocampo, de aanklager van het Internationaal Strafhof zei in december dat de dood van de kolonel waarschijnlijk een oorlogsmisdaad is. In april 2012 waren de meeste inwoners teruggekeerd naar de stad, maar de wederopbouw begon feitelijk pas in 2014. Tussen maart en mei 2015 werd de stad echter weer veroverd door de Islamitische Staat. Tussen mei en augustus 2016 wist de Regering van Nationaal Akkoord vanuit Tripoli met hulp van ruim 400 luchtaanvallen door de United States Africa Command de stad te heroveren, al werden de laatste opstandelingen pas verslagen tegen het einde van dat jaar. In januari 2020 werd de stad veroverd door het Libische Nationale Leger van Haftar.

## Geboren
- Moammar al-Qadhafi (1942-2011), Libisch leider